# بيلفيس (باد كاليه)
بيلفيس، باد كاليه (بالفرنسية: Pelves)‏ هي بلدية تقع في إقليم باد كاليه من منطقة نور با دو كاليه في شمال فرنسا. تبلغ مساحة هذه المدينة 6.6 (كم²)، وترتفع عن سطح البحر 48 م، يبلغ عدد سكانها 717 نسمة حسب إحصاء المعهد الوطني للإحصاء والدراسات الاقتصادية سنة 2009 م. وترأس Renée Comelli البلدية خلال فترة (2008-2014).